# ファウストゥス・コルネリウス・スッラ・ルクッルス
ファウストゥス・コルネリウス・スッラ・ルクッルス（Faustus Cornelius Sulla Lucullus III）は、ユリウス＝クラウディウス朝時代の元老院議員。父はルキウス・コルネリウス・スッラ・ファウストゥス、母はアエミリア・レピダ。紀元前1世紀に活躍した終身独裁官ルキウス・コルネリウス・スッラの玄孫にあたる。彼と兄弟のルキウス・コルネリウス・スッラ・マグヌスはティベリウス時代に元老院に在籍していた。
21年にファウストゥスはドミティア・レピダと結婚する。妻の系譜は母大アントニアを通じてユリウス氏族、そしてマルクス・アントニウスに通じるものであった。妻は再婚のため娘（のちのメッサリナ）が一人いたが、ファウストゥスとの結婚により息子が一人生まれた。息子はのちにファウストゥス・コルネリウス・スッラ・フェリクスと名乗り、クラウディウスの治世では帝位後継者と目されるようになる。
40年に没したが、死因は不明である。